# Parafia Najświętszego Serca Pana Jezusa w Chojewie
Parafia pw. Najświętszego Serca Pana Jezusa w Chojewie – parafia katolicka należąca do dekanatu brańskiego, diecezji drohiczyńskiej, metropolii białostockiej.

## Obszar parafii

### Miejscowości i ulice
W granicach parafii znajdują się miejscowości:
- Bodaczki z koloniami,
- Chojewo
- Kiersnowo
- Pace.